# Angelo Jovine
Angelo Jovine (Castelmauro, 18 febbraio 1923 – Frosolone, 27 febbraio 1999) è stato un politico italiano.

## Biografia
Nato a Castelmauro nel 1923, fece gli studi ginnasiali presso il convitto nazionale di Macerata, liceali a Napoli e poi a Chieti. Nel 1941 si iscrisse alla facoltà di chimica all'università di Roma e nel luglio 1943 si arruolò come allievo ufficiale della Marina militare. Arrestato dai tedeschi nel settembre 1943, unitamente ai commilitoni del IX Corso preliminare navale nell'isola di Brioni (Pola) che rifiutarono di collaborare con il nuovo nemico, fu deportato in Austria e internato nello Stalag 317 di Markt Pongau (Salisburgo). Fece rientro in Italia solo nel maggio 1945.
Nel marzo 1947 conseguì la laurea in farmacia a Roma e nel 1949 vinse il concorso per l'assegnazione di una farmacia nel comune natale. Nel 1951 abbandonò il corso di laurea in medicina, cui si era iscritto, per dedicarsi anche all'attività politica, nelle file della Democrazia Cristiana. Fu per due mandati (1953-56 e 1960-65) sindaco di Frosolone, paese dove risiedeva dopo aver acquisito la titolarità della locale sede farmaceutica. Eletto consigliere provinciale nella prima legislatura della Provincia di Isernia nel 1970, ricoprì l'incarico di assessore. Il 28 giugno 1977 venne eletto presidente della provincia, rimanendo in carica fino al marzo 1979.